# 클락 미들턴
클락 틴슬리 미들턴(Clark Tinsley Middleton 1957년 4월 13일 – 2020년 10월 4일)은 미국 배우였다. 그는 킬빌2(Kill Bill : Vol. 2), 씬 시티(Sin City), 프린지(Fringe), 설국열차(Snowpiercer) 및 블랙리스트(The Blacklist)등 다수의 드라마와 영화에 출연하였다.

## 같이 보기
- 제임스 스페이더